# 自強村
自強村是臺灣南投縣信義鄉的一個村，位於該鄉西南部陳有蘭溪流域，東依明德村、豐丘村與望美村，西接竹山鎮，南鄰新鄉村，北與愛國村接壤。村內有坪瀨與風櫃斗等聚落。

## 交通動線
- 投59線（自強橋、新鄉一號橋）

## 設施與景點

### 坪瀨
| - 國立臺灣大學 - 生物資源暨農學院 - 實驗林管理處 - 內茅埔營林區 | - 坪瀨溪景觀步道 - 烏松崙 - 風櫃斗 - 柳家梅園 |

## 自然景觀
| - 陳有蘭溪 - 內茅埔溪（坪瀨琉璃光之橋） - 坪瀨溪 - 牛稠坑溪 | - 嶺頭山東峰 - 金柑樹山 |